# Yurayaco
Yurayaco (en español: Aguas Claras), es un centro poblado localizada en el departamento del Caquetá al sur de Colombia dependiente del municipio de San José del Fragua. Es el refugio de los indígenas Inga, quienes se ubican principalmente en el valle de Sibundoy, en el alto río Putumayo, a 2.200 metros sobre el nivel del mar, aunque su presencia es distinguida en esta parte del departamento. También habitan en los departamentos de Putumayo, Caquetá y Cauca. Actualmente se presumen que existen en Colombia unos 35.000.
Ubicado entre el municipio de San José del Fragua y el centro poblado Fraguita al norte limita con el departamento del Huila y el municipio de Belén de los Andaquies, al sur con el departamento del Cauca, al occidente con el departamento del cauca y, al oriente con los municipios de Currillo y Albania.

## Toponimia
El nombre Yurayaco o yurayaku proviene de la lengua indígena Inga también llamada lengua quechua inga (ingano) que significa Aguas Claras. Está lengua se habla en el departamento colombiano de Putumayo, en los valles de Sibundoy, Yunguillo y Condagua, en el departamento de Nariño, en los ríos alto Caquetá y Putumayo.
Aún no se conoce Gentilicio para los habitantes de Yurayaco; podría llegar a pensar que puede ser Yuracos en plural y Yuraco en singular.

## División territorial
Además, del centro poblado Yurayaco, Tiene dieciocho veredas: Alemania, Bajo porvenir, Berlín, Bocana luna, Buenos aires, Costa rica, Diamante, El Carmen, Florida, Jardín, Palmar, Patio Bonito, Perlas, Porvenir, Prado, Reforma, Temblona y Villa Manuela.

## Demografía
Actualmente los datos demográficos se presentan en cinco categorías de las diferentes familias indígenas de Colombia entre las cuales está la lengua inga en el número dos con 10.000 a 50.000 personas.
1. Sikuani* (18 000)
2. Guambiano (16 000)
3. Ika (13 000)
4. Inga (11 000)
5. en Nariño (Quillasinga y Pasto : 41.000)
6. Senú (29.000)
7. en Tolima (Coyaima y Natagaima: 22.000)
8. en Caldas (18.000)
9. en Cauca (Yanacona :19.000).

Una de las particulares del grupo Inga es que están dispersos por varias regiones de Colombia, habiendo adoptado el comercio para sobrevivir, aunque presentemente existen 35.000 Inganos se dice que la lengua está amenazada con un grupo étnico de una 17.855 personas. No sabemos exactamente cuantos Inganos hablan la lengua debido a la superposición del Español. Sin embargo sus posibles parlantes pueden estar ubicados en áreas selváticas donde el Español no se imponga.

## Historia
La región del río Fragua fue visitada en la colonia por los españoles y en la época cauchera por colonos huilenses. Su poblamiento actual data de mediados del siglo XX. En las márgenes del río Fragua Chorroso alto vivía Marcos Robis, los hermanos Jesús Antonio y Raimundo Collazos, Gerardo Cano y Julián Parra, padre de Clotilde y de Luis Francisco Parra, un joven casado con la hija de Jesús Collazos.
El 8 de octubre de 1959 el alcalde de Belén Jesús Antonio Ortega en compañía del personero Gregorio Sanabria y del sacerdote italiano José Fusarolli visitó el Alto Fragua Chorroso y se reunió con los vecinos, quienes deseaban fundar un pueblo. Ese día se escogió el sitio, que era propiedad de Luis Francisco Parra, quien donó una hectárea para la plaza y el padre Fusarolli, ayudado por Elías Lozano, demarcó la población. Se diseñaron lotes de 10x20 metros, que Parra vendió a $10. El padre Fusarolli también compró una hectárea para la capilla. A la hora de bautizar la nueva población el alcalde Ortega propuso el nombre de Valladolid, pero los vecinos prefirieron llamarlo San José, en homenaje al padre Fusarolli. Otros colonos que participaron en la reunión fueron Hernán Sánchez, Carlos Valderrama, Marcos Rojas y Eleuterio Soto. En 1961 el entonces intendente Carlos Jiménez Gómez, mediante decreto 113 del 9 de agosto le dio vida jurídica al pueblo, creando la inspección de policía. El primer inspector fue Bernardo Gonzales. La región se continuó poblando y es así como se fundaron otros pueblos, como Yurayaco (23 de diciembre de 1968), Zabaleta y Fraguita, lo cual permitió que mediante decreto 077 de 1974 San José de Fragua fuera elevado a corregimiento.
En los años siguientes, San José de Fragua vivió la crisis provocada por la acción de grupos guerrilleros, principalmente del M-19. Ya el 12 de noviembre de 1985 fue ascendido a municipio, empezando a funcionar como tal el primero de enero de 1986.

## Situación geográfica
el centro poblado Yurayaco se encuentra cerca al municipio de San José del Fragua por lo que es necesario tomar los datos de está.
Aunque la Latitud y Longitud son exactamente de Yurayaco.
| Latitud: 1°13'34.35"N   |
| ----------------------- |
| Longitud: 76° 5'39.01"O |

- Clima:

La humedad relativa es de 92% aproximadamente; temperatura promedio de 27 °C. grados centígrados; precipitación promedia de 3.500 mm por año y una altura sobre el nivel del mar de 540 metros. 
- Topografía:

El relieve del Municipio de San José del Fragua puede ser agrupado en cuatro (4) grandes unidades mayores o paisajes: montaña, piedemonte, lomerío (planicie ondulada) y valles. 
- Suelos:

Para el Municipio de San José del Fragua existen estudios de suelos con diferente nivel de detalle que cubren totalmente el área Municipal(aspectos Ambientales para el Ordenamiento Territorial del Occidente del Caquetá IGAC, 1991; Estudio Preliminar de Suelos y Bosques del Proyecto de Colonización Caquetá – Putumayo CIAF-INCORA, 1974), los cuales permiten determinar el contenido pedológico de las unidades, la descripción de cada perfil representativo y los análisis físico-químicos pertinentes, con el fin de determinar la aptitud de los mismos. Clasificándolos así: 
- Suelos de montaña.
- Suelos de piedemonte.
- Suelos de la superficie de denunciación.
- Suelos de tierra firme (lomerío).
- Suelos de las formas aluviales (valles).
- Suelos de las formas aluviales de ríos de origen andino (terrazas y llanura aluvial).

## Ecología
El piedemonte amazónico colombiano es uno de los ecosistemas más importantes de Suramérica, localizado en la transición que une las extensas llanuras amazónicas con la vertiente oriental de la cordillera andina, está considerada como una de las regiones con mayor biodiversidad en el mundo.
San José del Fragua coincide geográficamente con uno de los 13 refugios pleistocénicos de Suramérica, es un importante centro de origen de mega diversidad y Endemismos biológicos.

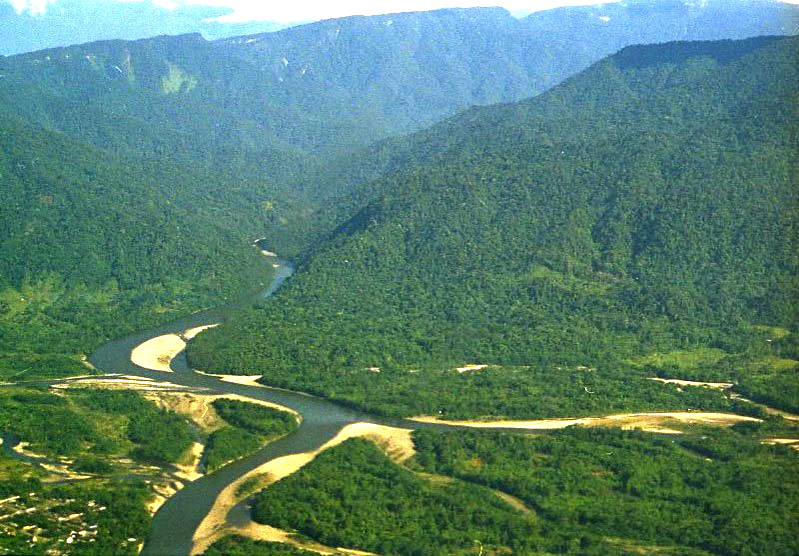
Vista Aérea Parque nacional natural Alto Fragua Indi-Wasi (piedemonte amazónico).

Los parques nacionales naturales son áreas de extensión que permite su autorregulación ecológica y cuyos ecosistemas en general no han sido alterados substancialmente por la explotación u ocupación humana, y donde las especies vegetales de animales, complejos geomorfológicos y manifestaciones históricas o culturales tienen valor científico, educativo, estético y recreativo Nacional y para su perpetuación se somete a un régimen adecuado de manejo. (D2811/1974 ARTÍCULO 329). 
En jurisdicción del municipio de San José del Fragua (Caquetá), se encuentran tres (3) áreas protegidas de carácter nacional, a saber, el Parque nacional natural Alto Fragua Indi-Wasi, Parque nacional natural Serranía de los Churumbelos Auka-Wasi y el Parque nacional natural Cueva de los Guácharos, potencial hídrico de las cuencas de los ríos Fragua Chorroso, San Pedro, Luna, Yurayaco, Fraguita, Sabaleta, y Fragua Grande. Aproximadamente, el 47% de la extensión total del municipio está bajo está figura de conservación (122.800 hectáreas, extensión total municipio según EOT). 
Estos parques naturales, se caracterizan por presentar una gran diversidad natural y cultural de importancia regional, nacional y global; de igual manera cabe resaltar que son espacios geográficos estratégicos para la producción de agua y servicios ambientales para el desarrollo de San José de Fragua y los municipios vecinos. 

### Parque nacional natural Alto Fragua Indi-Wasi
El PNN Alto Fragua-Indi-Wasi es el parque nacional natural con mayor extensión en el municipio de San José del Fragua, ocupando el 44.08% de la extensión total del municipio. Esta área protegida que alberga ecosistemas de transición andino-amazónicos fue reservada, alinderada y declarada por el ministerio del ambiente mediante resolución 0198 del 25 de febrero de 2002.

## Transporte
Entre Yurayaco y las urbes próximas, el mejor medio de transporte es el terrestre; por la vía primaria llegando a Florencia, capital del departamento del Caquetá. Es de anotar que la distancia del municipio con la capital es de aproximadamente 60 kilómetros. 
También es posible utilizar el transporte fluvial; el río Fragua Grande se constituye en una arteria de comunicación fluvial del municipio, permitiendo la navegación de colonos desde el puente de la inspección de puerto bello hasta la bocana, en el río Caquetá.

## Cultura
Yurayaco cuenta con dos colegios que ofrecen educación pública enfocada en la educación formal – preescolar, básica primaria, básica secundaria y media; asimismo brinda educación por ciclos a personas que por tiempo o condiciones económicas no han podido acceder al sistema formal. La Educación Superior es ofrecida a través de Universidades Públicas, Privadas e Institutos en la ciudad de Florencia; Lo que dificulta el acceso a la educación superior para los jóvenes. Ambos cuentan con Internet satelital al servicio de los estudiantes.
- Institución Educativa Las Lajas. Énfasis agropecuario.

- Colegio Indígena Yachaikury. Énfasis Protección del medio ambiente y la lengua inga. Solo básica secundaria y media.

- Emisora Yachaikury: Es una emisora pública al servicio de la comunidad indígena y lugareños.

- Iglesia nuestra señora Las lajas. Párroco: José Efren Toro Escarlate, Nombrado el 25 de diciembre de 2008.

- Paisajes y vistas: Yurayaco es un lugar ideal para el ecoturismo y el descanso en la naturaleza.

## Galería de imágenes

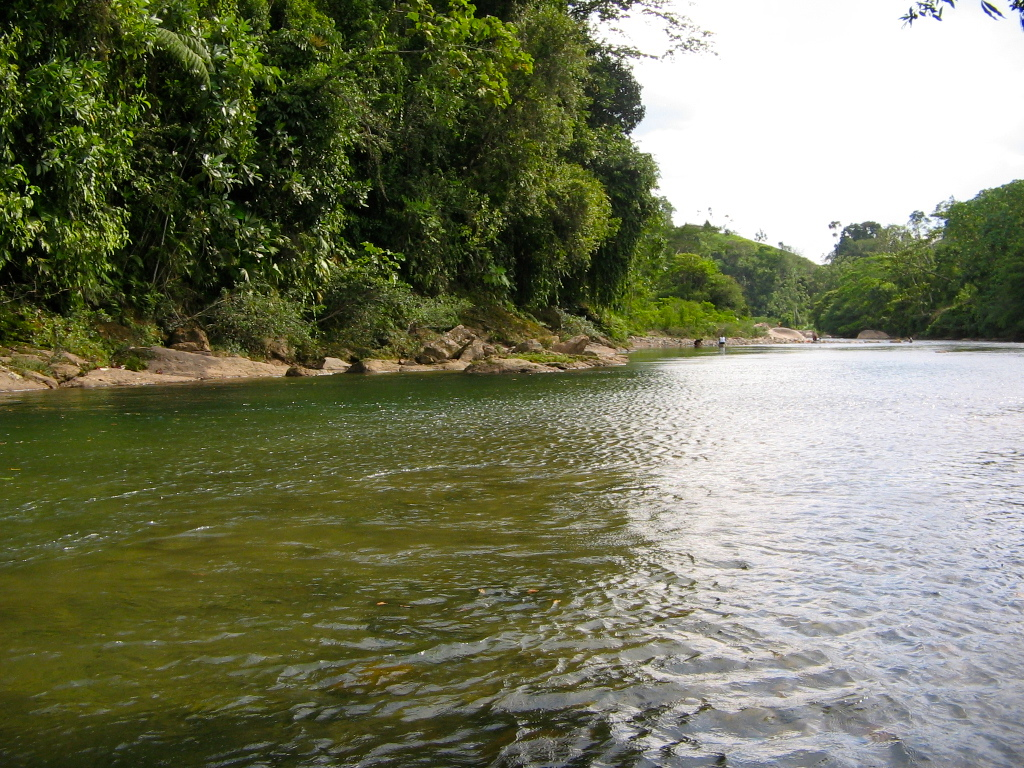
Río Yurayaco Charco La Culebra
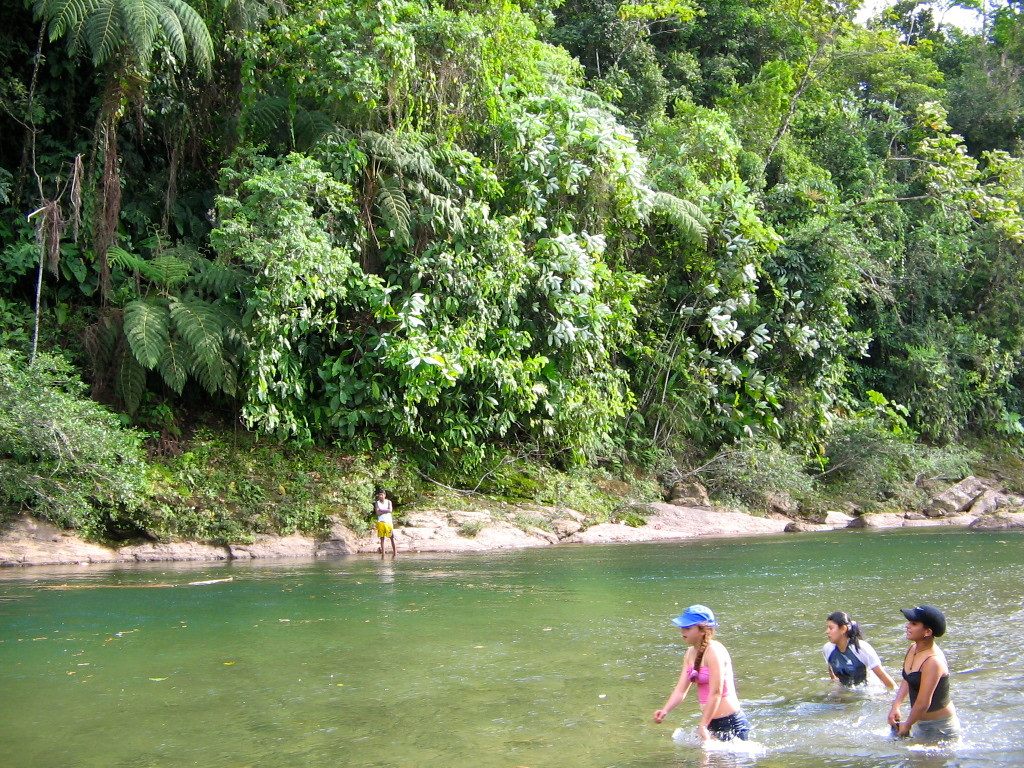
Río Yurayaco Charco La Culebra
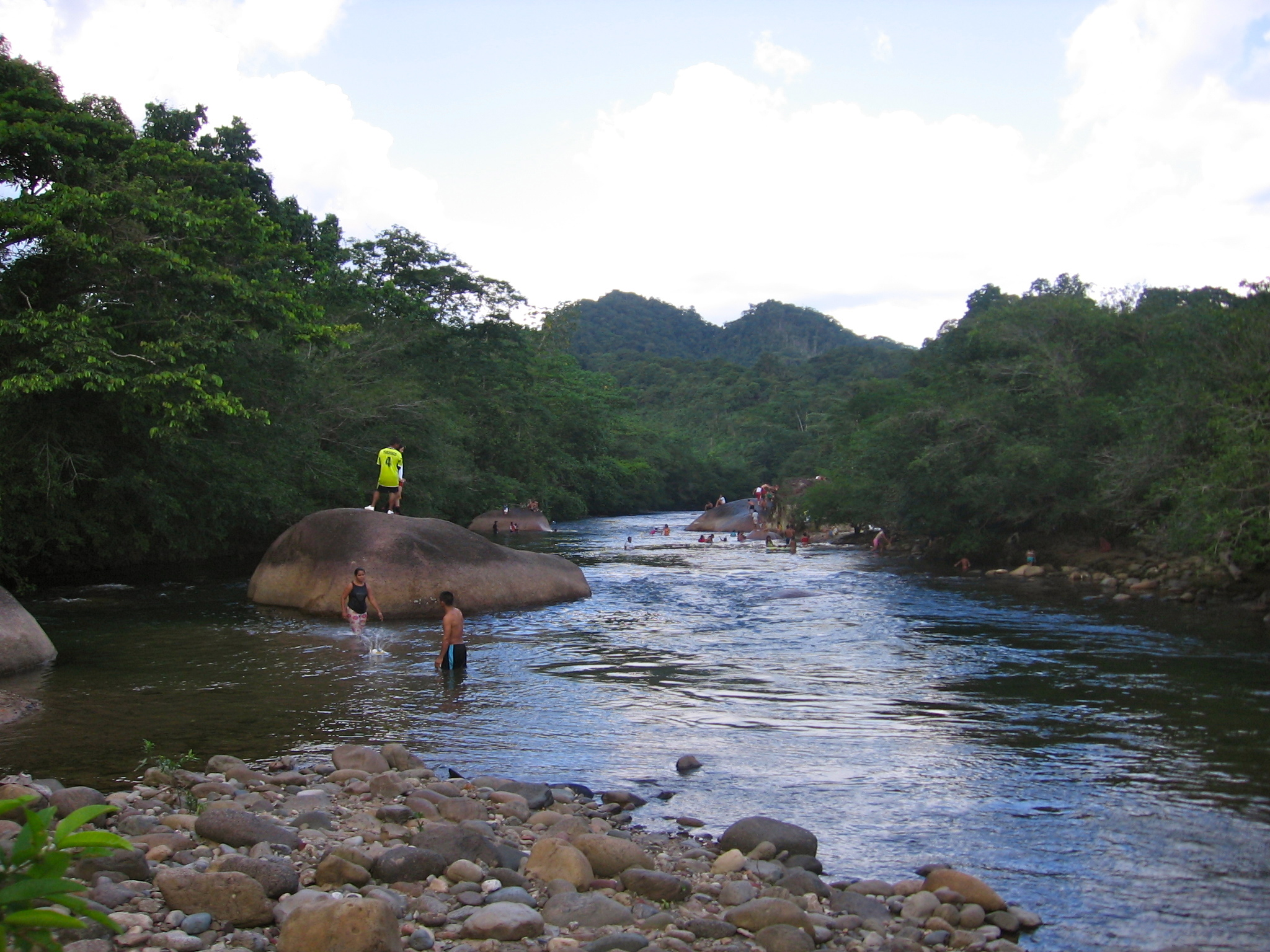
Río Yurayaco Las tres Piedras
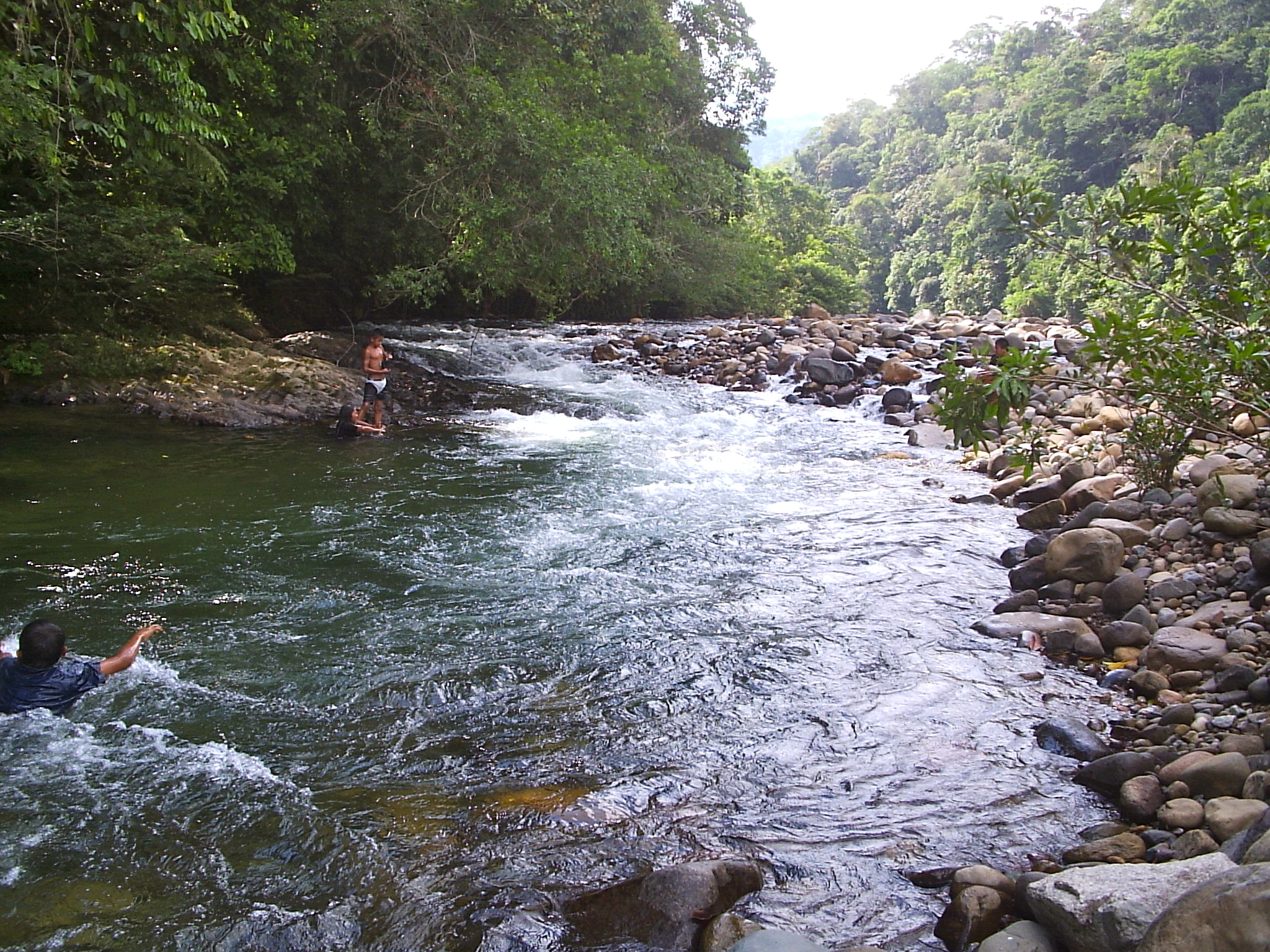
Río Yurayaco
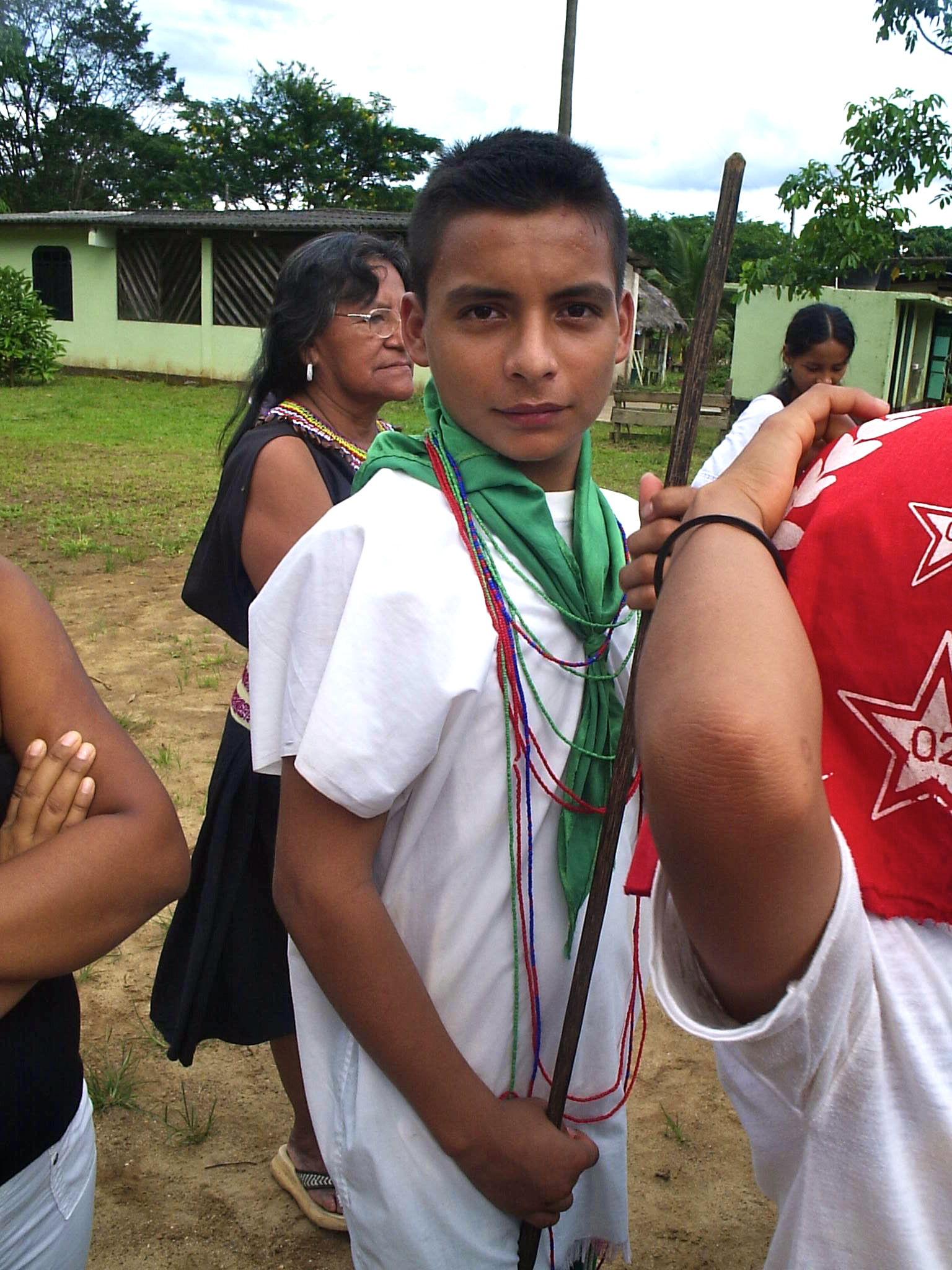
Estudiante Inga Colegio Yachaikury

- Datos: Q6170549
- Multimedia: Yurayaco / Q6170549